# The Headless Children
A The Headless Children az amerikai W.A.S.P. zenekar 5. nagylemeze, és 4. stúdióalbuma. Az album 1989. április 15-én került a boltokba. A W.A.S.P. egyik legnépszerűbb dala, a "Forever Free" is ezen az albumon található. Ez volt az utolsó W.A.S.P. album, amin Chris Holmes gitározott, egészen 1997-es visszatéréséig.

## Tartalma
1. "The Heretic (The Lost Child)" (Blackie Lawless, Chris Holmes) – 7:22
2. "The Real Me" (Pete Townshend) – 3:20
3. "The Headless Children" – 5:46
4. "Thunderhead" (Lawless, Holmes) – 6:49
5. "Mean Man" – 4:47
6. "The Neutron Bomber" – 4:10
7. "Mephisto Waltz" – 1:28
8. "Forever Free" – 5:08
9. "Maneater" – 4:46
10. "Rebel in the F.D.G." – 5:08

Az 1998-as újrakiadáson található bónuszfelvételek
1. "Locomotive Breath" (Ian Anderson) – 2:59
2. "For Whom the Bell Tolls" – 3:47
3. "Lake of Fools" – 5:32
4. "War Cry" – 5:33
5. "L.O.V.E. Machine (Live)" – 4:47
6. "Blind in Texas (Live)" – 6:23

## Külső hivatkozások
- "Forver Free" videóklip